# Proctorville (Ohio)
Proctorville es una villa ubicada en el condado de Lawrence en el estado estadounidense de Ohio. En el Censo de 2010 tenía una población de 574 habitantes y una densidad poblacional de 814,79 personas por km².

## Geografía
Proctorville se encuentra ubicada en las coordenadas 38°26′15″N 82°22′55″O / 38.43750, -82.38194. Según la Oficina del Censo de los Estados Unidos, Proctorville tiene una superficie total de 0.7 km², de la cual 0.62 km² corresponden a tierra firme y (12.5%) 0.09 km² es agua.

## Demografía
Según el censo de 2010, había 574 personas residiendo en Proctorville. La densidad de población era de 814,79 hab./km². De los 574 habitantes, Proctorville estaba compuesto por el 97.91% blancos, el 0.35% eran afroamericanos, el 0.17% eran amerindios, el 0% eran asiáticos, el 0% eran isleños del Pacífico, el 0.17% eran de otras razas y el 1.39% pertenecían a dos o más razas. Del total de la población el 1.05% eran hispanos o latinos de cualquier raza.